# Mauro Vigliano
Mauro Vigliano (La Plata, 5 augustus 1975) is een Argentijns voormalig voetbalscheidsrechter. Hij was in dienst van FIFA en CONMEBOL tussen 2013 en 2021. Ook leidde hij van 2010 tot 2022 wedstrijden in de Primera División.
Op 5 november 2010 leidde Vigliano zijn eerste wedstrijd in de Argentijnse hoogste divisie, toen Club Olimpo met 4–0 te sterk was voor Huracán. Tijdens dit duel trok de scheidsrechter tweemaal de gele kaart. Zijn debuut in internationaal verband maakte de Argentijn tijdens een wedstrijd tussen Corinthians en Club San José in de Copa Libertadores; het eindigde in 3–0 en Vigliano gaf vier gele kaarten, waarvan twee aan dezelfde speler. Op 23 januari 2014 leidde hij zijn eerste interland, toen Chili met 4–0 won van Costa Rica. Tijdens dit duel gaf Vigliano drie gele kaarten.
In mei 2022 werd hij gekozen als een van de videoscheidsrechters die actief zouden zijn op het WK 2022 in Qatar.

## Interlands
| Datum            | Plaats              | Wedstrijd                    | Uitslag | Competitie           | Kreeg geel | Kreeg voor de tweede keer geel en dus rood | Weggestuurd |
| ---------------- | ------------------- | ---------------------------- | ------- | -------------------- | ---------- | ------------------------------------------ | ----------- |
| 23 januari 2014  | Coquimbo, Chili     | Chili – Costa Rica           | 4 – 0   | Vriendschappelijk    | 3          | 1                                          | 0           |
| 5 september 2015 | Santiago, Chili     | Chili – Paraguay             | 3 – 2   | Vriendschappelijk    | 5          | 0                                          | 0           |
| 28 mei 2016      | Montevideo, Uruguay | Uruguay – Trinidad en Tobago | 3 – 1   | Vriendschappelijk    | 1          | 0                                          | 0           |
| 6 oktober 2016   | Quito, Ecuador      | Ecuador – Chili              | 3 – 0   | WK 2018 kwalificatie | 2          | 0                                          | 0           |